# Club Paradis
Pour plus de détails, voir Fiche technique et Distribution.
Club Paradis (Club Paradise) est un film américain réalisé par Harold Ramis et sorti en 1986.

## Synopsis
Jack Moniker, un pompier de Chicago, quitte son poste après un accident de travail. Grâce à son assurance invalidité, il prend sa retraite et s'installe dans une république bananière des Caraïbes, l'Île de Saint-Nicolas. Il y achète une petite propriété. L'île est dirigée par le gouverneur Anthony Croyden Hayes, nommé par la couronne britannique, se préoccupe davantage des vacances que de gouverner. Miss Phillipa Lloyd, qui visite Saint-Nicolas avec des amis, décide de rester définitivement et devient la petite-amie de Jack.
Jack se lie d'amitié avec Ernest Reed, un musicien de reggae en difficulté financière. Ils fondent ensemble le Club Paradise, un complexe touristique façon Club Med. Cela attire une poignée de touristes, dont Barry et Barry, qui sont là principalement pour la marijuana et les femmes. Le club accueille divers touristes dont un l'écrivain voyageur du New York Times, Terry Hamlin, ou encore le couple Linda et Randy White.

## Fiche technique
- Titre : Club Paradis
- Titre original : Club Paradise
- Réalisation : Harold Ramis
- Scénario : Harold Ramis, Brian Doyle-Murray, Harry Shearer, Tom Leopold, Chris Miller et David Standish
- Photographie : Peter Hannan
- Costumes : Suzy Benzinger
- Montage : Marion Rothman
- Décors : John Graysmark
- Musique : David Mansfield et Van Dyke Parks
- Production : Michael Shamberg, Alan Greisman (délégué) et Trevor Albert (associé)
- Société de distribution : Warner Bros.
- Pays de production :  États-Unis
- Genre : comédie
- Durée : 95 minutes
- Date de sortie :
  - États-Unis : 11 juillet 1986

## Distribution
- Robin Williams (VF : Jacques Frantz) : Jack Moniker
- Peter O'Toole (VF : Gabriel Cattand) : le gouverneur Anthony Cloyden Hayes
- Rick Moranis (VF : Luq Hamet) : Barry Nye
- Jimmy Cliff (VF : Emmanuel Gomès Dekset) : Ernest Reed
- Twiggy (VF : Françoise Dasque) : Phillipa Lloyd
- Adolph Caesar (VF : Henry Djanik) : le premier ministre Solomon Gundy
- Eugene Levy (VF : Roland Timsit) : Barry Steinberg
- Joanna Cassidy (VF : Dany Tayarda) : Terry Hamlin
- Andrea Martin (VF : Martine Meiraghe) : Linda White
- Brian Doyle-Murray (VF : Michel Modo) : Voit Zerbe
- Joe Flaherty : le pilote
- Steven Kampmann (VF : Jean-Claude Montalban) : Randy White
- Robin Duke (VF : Chris Vergé) : Mary Lou
- Mary Gross (VF : Virginie Ledieu) : Jackie
- Simon Jones (VF : Gilbert Levy) : le capitaine Toby Prooth
- Peter Bromilow (VF : Marc de Georgi) : Nigel
- Verna Hampton (VF : Laurence Jeanneret) : Pansy Brown
- Carey Lowell : l'une des modèles
- Louis Zorich (VF : Marc de Georgi) : l'homme d'affaires suisse
- Bruce McGill : Dave

## Accueil
Le film reçoit un accueil mitigé de la critique. Il obtient un score moyen de 40 % sur Metacritic.